# Gitona inornata
Gitona inornata är en tvåvingeart som beskrevs av Seguy 1933. Gitona inornata ingår i släktet Gitona och familjen daggflugor.
Artens utbredningsområde är Moçambique. Inga underarter finns listade i Catalogue of Life.